# Падре Уртадо
Падре Уртадо (шп. Padre Hurtado) је општина у Чилеу. По подацима са пописа из 2002. године број становника у месту је био 34.257.

## Демографија
| 2002.  |
| ------ |
| 34,257 |